# Xandó
Mário Xandó de Oliveira Neto, mais conhecido como Xandó (Poços de Caldas, 31 de julho de 1961) é um ex-jogador de voleibol brasileiro. 
Integrante da denominada Geração de Prata do vôlei, atuou pela seleção brasileira de voleibol masculino na década de 1980. Foi atleta da Pirelli.Fez o ponto do título do Mundialito de 1982 no Maracanazinho contra a grande seleção soviética. Vice-campeão mundial de 1982, medalha de ouro nos Jogos Pan-americanos de 1983 em Caracas e medalha de prata nos Jogos Olímpicos de 1984 em Los Angeles.
Participou ainda dos Jogos Olímpicos de 1980 em Moscou.
Xandó reside atualmente em Santos, trabalha em marketing esportivo e projetos de esportes de inclusão social.
É irmão mais velho do ator Luciano Chirolli.[carece de fontes?]

## Carreira
Xandó começou a jogar em clubes na Caldense de Poços de Caldas. Depois jogou no Minas Tênis, Paulistano, Atlântica-Boavista, Banespa, Pirelli e Chapecó, antes de encerrar a carreira na França.
Participou pela Seleção Brasileira dos Jogos Pan-americano de Porto Rico em 1979 (medalha de prata), Venezuela em 1983 (medalha de ouro) e dos Estados Unidos em 1987 (medalha de bronze) – Olimpíadas de Moscou 1980 (5º lugar) e Olimpíadas de Los Angeles 1984 (medalha de prata). 
Estreou na seleção adulta antes de jogar o mundial infanto juvenil. Na seleção começou em 1979 e  Em Seul 1988, sofreu uma contusão às vésperas do evento, tendo sido substituído por Carlão. Ainda assim, permaneceu com a delegação na Coreia do Sul.
Com 14 anos, foi convocado para a Seleção Brasileira Infanto Juvenil para disputar o sul-americano em Buenos Aires.

## Pós-aposentadoria
Atualmente mora em Santos – SP, dedicado-se ao marketing esportivo e ao comando técnico da Seleção Brasileira de Voleibol de Surdos.

## Histórico de clubes
- Caldense[4]
- Minas Tênis Clube
- CA Paulistano
- Atlântica Boavista
- ADC Pirelli
- EC Banespa
- ADC Bradesco Atlântica
- Chapecó
- França

## Principais conquistas
- Campeão do Mundialito[5]
- Campeão Pan-Americano - 1983
- Campeão Sul-Americano
- Tetracampeão Brasileiro - Pirelli/1982,
- Pentacampeão Sul-Americano
- Bicampeão Mundial de Clubes - Pirelli/1984[6]

### Campanhas de destaque
Vice-Campeão Mundial Juvenil 1981 – Vice-Campeão Mineiro – Vice-Campeão Pan-Americano 1979 – Vice-Campeão Mundial 1982 – Vice-Campeão Olímpico em Los Angeles 1984 - Terceiro lugar Jogos Pan-Americano 1987